# 奥女中
奥女中（おくじょちゅう）は、主に江戸時代の藩邸奥や、江戸城大奥に仕えた女中のことを指す。御殿女中（ごてんじょちゅう）とも。
御守殿に仕えた女中は、御守殿女中ともよばれた。

## 江戸城大奥の奥女中
女中は基本的に将軍付と御台所付に分かれるが、役職名は同じである。ただし、将軍付の方が格としては高かった。また、役職も細かく分けられ、上下関係が大きくあった。
殿様付きの女中と御台所付きの女中の二種類があり、殿様付きの女中は、いつ何時たりとも主人に肉体を求められれば応じるのをご奉公の目的とし、跡継ぎを生んだ場合はお部屋様と呼ばれ、死後は何々院様と尊称されて高い身分が与えられた。城内の女中のほとんどが旗本の娘だったが、お部屋様となれば実家一門も高位高禄に引き立てられるため、出世の手段として美しい娘を自家の養女にして将軍家に奉公に出す旗本もあった。
将軍が亡くなるか隠居するかで代替わりした際には城内の女中も原則的に総替わりし、殿様付きの女中は虎ノ門の御用屋敷（尼屋敷）に1年間入れられ、懐妊していないことを確認してから解放された。

## 藩邸の奥女中
江戸時代の藩邸には、江戸城同様、藩主などの妻子が住む奥（奥向）があった。基本的には大奥と変わりはないが、藩によって、暮らしぶりなどは違っていた。

## 主な奥女中
- 春日局：徳川幕府第3代将軍徳川家光乳母。
- 右衛門佐局：第5代徳川綱吉時代に大奥総支配を命ぜられた将軍付奥女中。
- 豊原：第6代徳川家宣から第7代徳川家継時代に筆頭老女を勤めた将軍付奥女中。
- 絵島：第7代徳川家継時代に勢力をふるった御年寄。
- 玉沢：第10代徳川家治時代に勢力をふるった御年寄。
- 大崎：第11代徳川家斉付御年寄。
- 唐橋：徳川家斉正室・広大院付の上臈御年寄。
- 姉小路：第12代徳川家慶付上臈御年寄。
- 瀧山：第13代徳川家定、第14代徳川家茂時代の御年寄。
- 幾島：徳川家定正室・天璋院付の御年寄。
- 歌橋：徳川家定乳母・大奥上臈御年寄。